# Цілинна ділянка (біля с. Єлисеївка)
Цілинна ділянка — ботанічний заказник місцевого значення. Об'єкт розташований на території Приморського району Запорізької області, біля села Єлисеївка.
Площа — 18 га, статус отриманий у 1980 році.
Статус надано з метою збереження місць зростання лікарських рослин. Охороняється цілинна ділянка навколо відпрацьованих кар'єрів, де зростають чебрець та деревій.

## Галерея

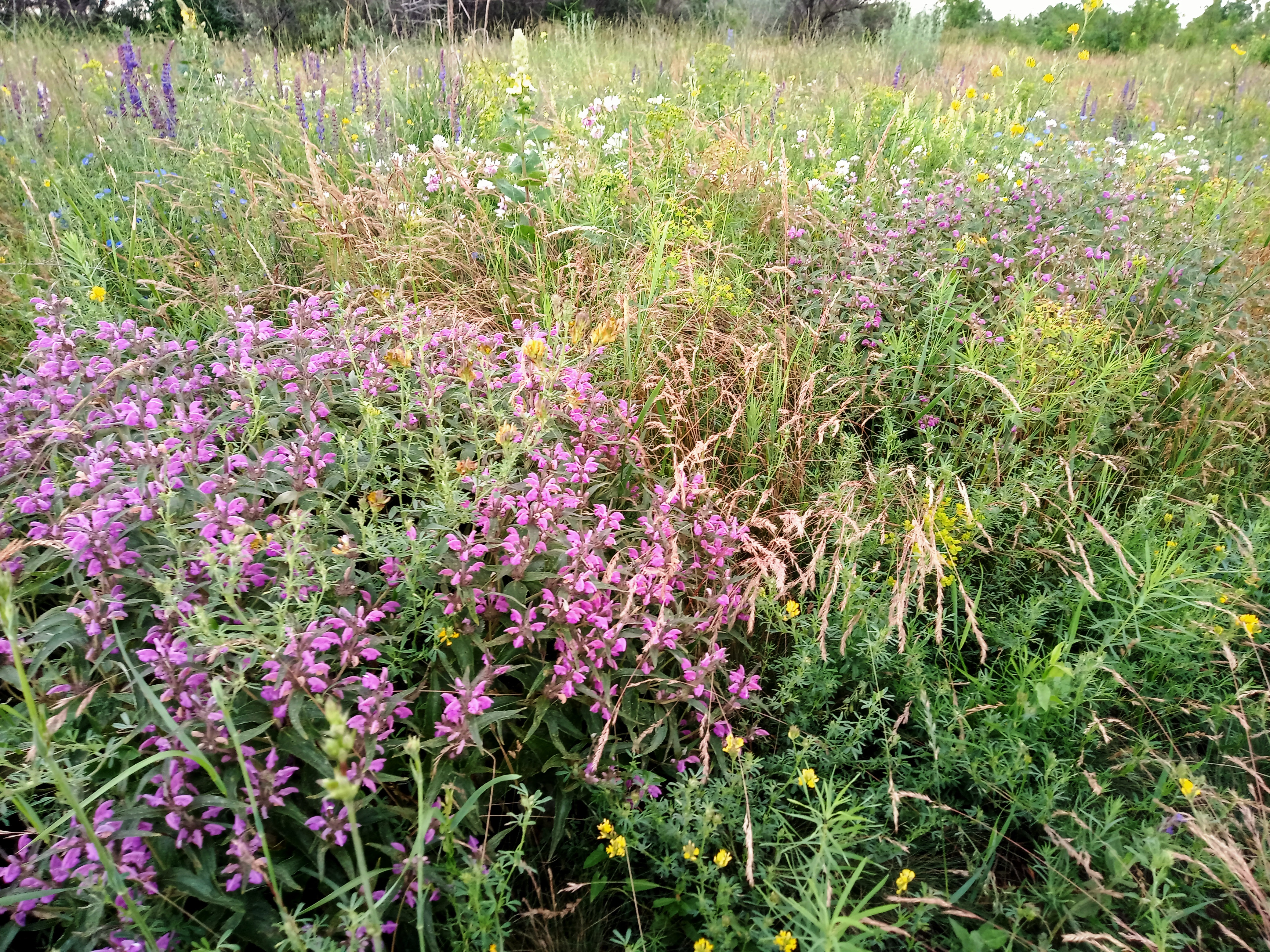
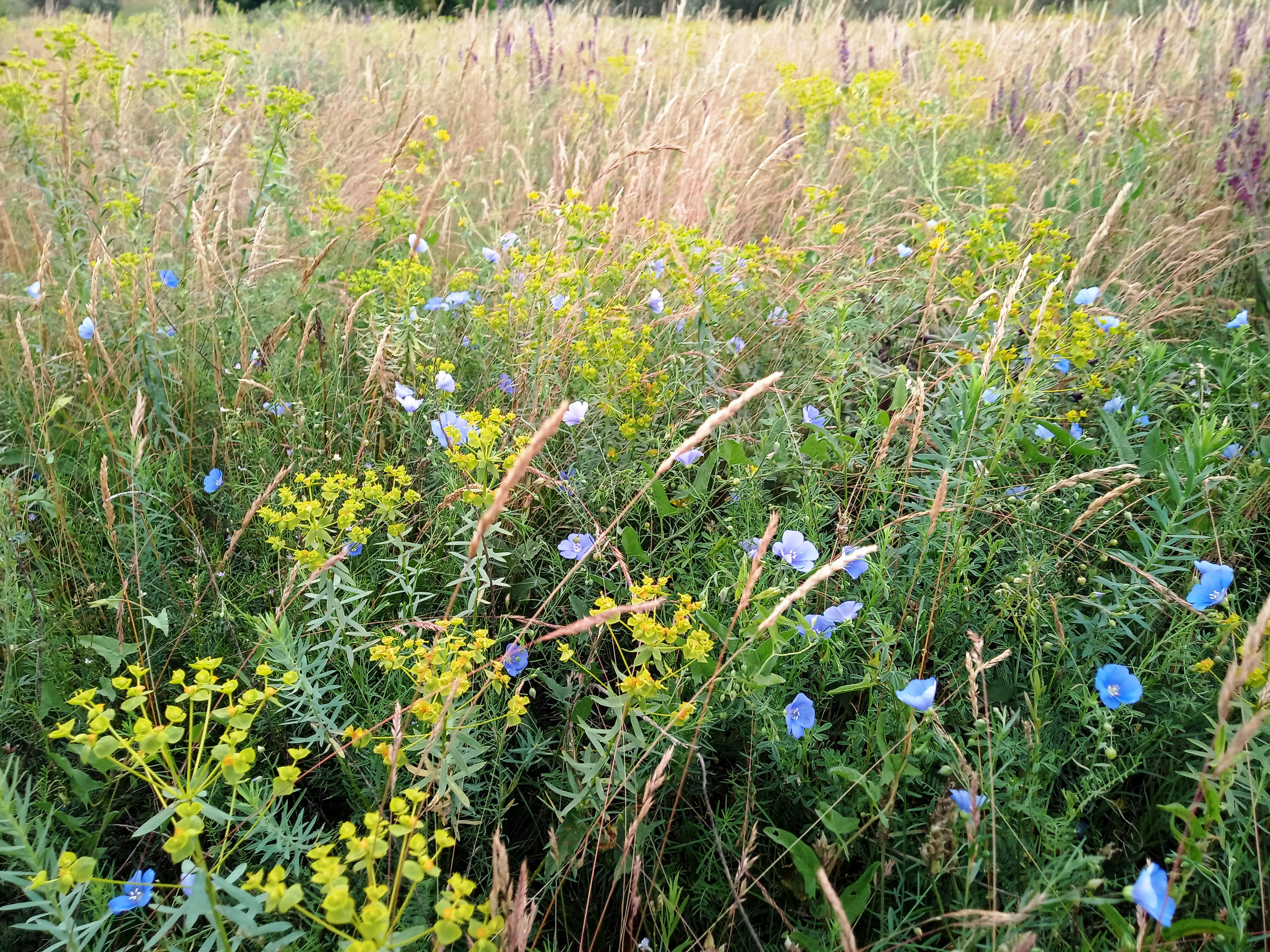
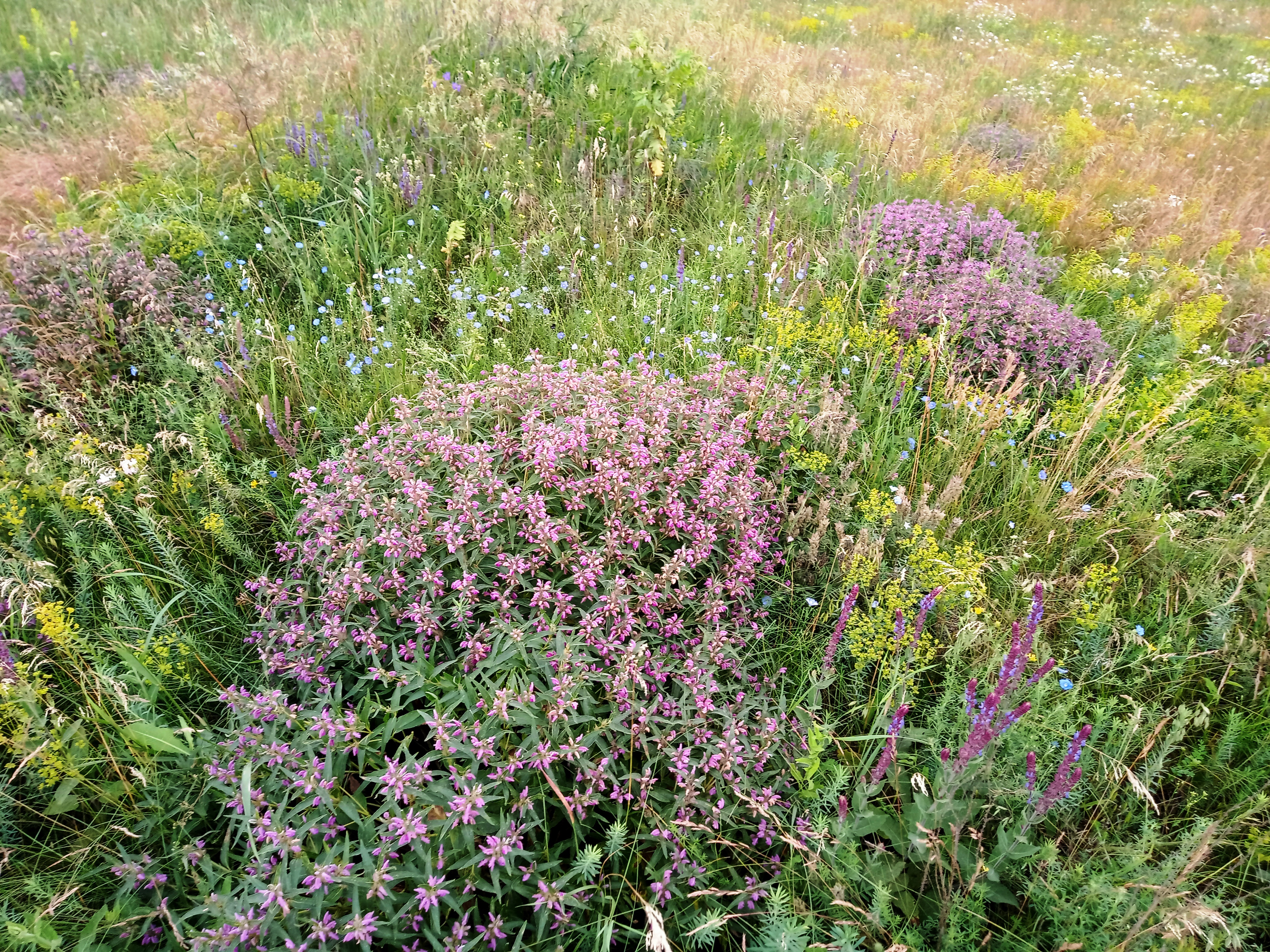